# 지방도 제647호선
지방도 제647호선은 충청남도 서산시 해미면 읍내리 서문삼거리와 당진시 석문면 장고항리 장고항 교차로를 잇는 충청남도의 지방도다.

## 연혁
- 2003년 2월 20일 : 지방도 노선 폐지 및 재지정으로 총연장이 46.0km에서 50.3km로 변경[1]
- 2008년 1월 21일 : 당진군 석문면 초락도리 ~ 고대면 당진포리 2.73km 구간 확장 개통, 기존 당진군 석문면 초락도리 1.428km 구간 폐지[2]
- 2008년 6월 30일 : 대호대교(당진군 고대면 당진포리 ~ 대호지면 적서리) 880m 구간 신설 개통[3]
- 2012년 7월 1일 : 지방도 노선 조정[4]

## 주요 경유지
- 서산시
  - 해미면 서문삼거리 - 조학교 - 오학리 - 삼송리 - 삼송교 - 신창교
  - 운산면 신창교 - (개심사입구) - 신창리 - 운산초등학교 - 거성리 - 용현리 - 원벌리 - 용현교 - 태봉리 - 숙용벌 교차로 - 대철중학교 - 용장리 - 운곡삼거리 - 운산교 - 수당삼거리 - 수당교 - 구룡고개

- 당진시
  - 당진동 구룡고개 - 구룡동 - 구룡삼거리 - 구룡교 - 성당삼거리 - 대운산교
  - 정미면 대운산교 - 대운산교 - 대운산삼거리 - 사관 교차로 - 사관리 - 신시리 - 독골고개 - 천의초등학교 - 정미면사무소 - 천의교 - 천의삼거리 - 승산정류소 - 승산사거리 - 승산대교
  - 대호지면 장정리 - 당진중학교 대호지분교 - 조금삼거리 - 조금리 - 사성리 - 사성삼거리 - 도성초등학교 - 적서리 - 대호대교
  - 고대면 대호대교 - 해창터널(160m) - 해창 교차로
  - 석문면 파레 교차로 - 초락교 - 사골 교차로 - 초락 교차로 - 삼봉 교차로 - 석문중학교 - 삼봉사거리 - 삼봉리 - 장고항리 - 장고항 교차로

## 중복 구간
- 서산시 운산면 운곡삼거리 ~ 당진시 당진동 구룡삼거리 : 국가지원지방도 제70호선과 중복
- 당진시 정미면 천의삼거리 ~ 승산사거리 : 지방도 제649호선과 중복

## 도로명
- 서산시 해미면 서문삼거리 ~ 운산면 운곡삼거리 : 해운로
- 서산시 운산면 운곡삼거리 ~ 구룡고개 : 운암로
- 당진시 당진동 구룡고개 ~ 성당삼거리 : 역천로
- 당진시 당진동 성당삼거리 ~ 정미면 천의삼거리 : 정미로
- 당진시 정미면 천의삼거리 ~ 대호지면 조금삼거리 : 4.4만세로
- 당진시 대호지면 조금삼거리 ~ 석문면 삼봉리 : 대호로
- 당진시 석문면 삼봉리 ~ 장고항리 : 석문방조제로
- 당진시 석문면 장고항리 ~ 장고항 교차로 : 장고항로